# Sugian
Sugian is een bestuurslaag in het regentschap Oost-Lombok van de provincie West-Nusa Tenggara, Indonesië. Sugian telt 5103 inwoners (volkstelling 2010).